# Sivaramakrishna Iyer Padmavati
Pour les articles homonymes, voir Padmavati.
Sivaramakrishna Iyer Padmavati, née le 20 juin 1917 en Birmanie britannique et morte le 29 août 2020 à New Delhi (Inde), est une cardiologue indienne. Première femme à exercer cette profession en Inde, elle fonde la première clinique indienne spécialisée en cardiologie et le premier laboratoire de cathétérisme cardiaque du pays,. Directrice du National Heart Institute de Delhi et fondatrice de la All India Heart Foundation, elle est décorée de la Padma Vibhushan en 1992 et élue membre de l'Académie nationale des sciences médicales (en).

## Biographie

### Jeunesse et études
Padmavati naît d'un père avocat le 20 juin 1917 en Birmanie britannique. Elle grandit avec trois frères et deux sœurs.
Elle obtient un baccalauréat universitaire de médecine (MBBS) au Collège de médecine de Rangoun (Birmanie) avant de poursuivre ses études au Royaume-Uni en 1949, où elle est admise au Collège royal de médecine de Londres et au Collège royal de médecine d'Édimbourg (en). Durant son séjour à Londres, elle travaille au National Heart Hospital, au National Chest Hospial et au National Hospital de Queen Square. 
Après la fin de cursus à Londres, elle s'installe en Suède et suit des cours de cardiologie à l'Hôpital Sud de Stockholm. Dans le même temps, elle est acceptée à l'hôpital Johns-Hopkins de Baltimore (États-Unis), où elle part étudier auprès de la célèbre cardiologue Helen Taussig. Elle achève ses études à partir de 1952 à la Harvard Medical School auprès de Paul Dudley White (en), pionnier de la cardiologie moderne,.

### Carrière
De retour en Inde, Padmavati commence sa carrière en 1953 en tant que maître de conférences au Lady Hardinge Medical College (en) de Delhi, où elle ouvre une clinique spécialisée en cardiologie. En 1954, elle devient une des premières femmes à exercer la profession de cardiologue en Inde, avant de créer le premier doctorat en médecine en tant qu'examinatrice au Conseil médical de l'Inde. En 1962, elle co-fonde la All India Heart Foundation (AIHF) avec un groupe de médecin et l'industriel Ashok Jain de Bennett, Coleman & Co. Ltd,. Cet institut collabore avec l'Organisation mondiale de la santé (OMS) pour la prévention des risques cardiaques,.
Elle rejoint le corps enseignant du Maulana Azad Medical College (en) (MAMC) de Delhi en 1967. La même année, elle reçoit la Padma Bhushan, la troisième plus haute décoration civile indienne, décernée par le gouvernement indien. À Delhi, elle fonde une des premières facultés indiennes de cardiologie au G. B. Pant Hospital qui se trouve sur le campus du MAMC. Padmavati est par ailleurs la secrétaire générale du 5e Congrès mondial de cardiologie qui se tient à New Delhi en 1966.
Dans les années 1970, Padmavati dirige simultanément le Maulana Azad Medical College, le Lok Nayak Hospital et le G.B.Pant Hospital. Elle démissionne de sa fonction de directrice du Maulana Azad Medical College en 1978.
Après sa démission, elle fonde le National Heart Institute (NHI) au sein de l'AIHF à Delhi Sud, dont les compétences s'étendront ensuite aux soins tertiaires et à la recherche. Padmavati est également professeur émérite de cardiologie à l'université de Delhi.
Padmavati devient membre de la Société européenne de cardiologie (ESC) à l'âge de 90 ans en 2007 ; elle en est ainsi la membre la plus âgée.

### Mort
S. I. Padmavati meurt le 29 août 2020 des suites de compilations du Covid-19 à l'hôpital du National Heart Institute de New Delhi.

## Distinctions
Décorations civiles, :
- Padma Bhushan, troisième plus haute décoration civile indienne (1967)
- Padma Vibhushan, deuxième plus haute décoration civile indienne (1992)